# Joe Solecki
Joseph Anthony Solecki (Wenonah, Nueva Jersey, 27 de agosto de 1993) es un artista marcial mixto profesional estadounidense. Compite en la división de peso ligero de Ultimate Fighting Championship.

## Antecedentes
Comenzó a entrenar jiu-jitsu brasileño desde los 6 años de edad. Joe afirma
Me metí en el jiu-jitsu brasileño a los 6 años por accidente, quería hacer karate como los Power Rangers. Mis padres enviaron a mi hermano un año o dos al principio, pero acabamos inscribiéndonos en una escuela en la que el instructor había empezado a entrenar jiu-jitsu brasileño y cambió todo el plan de estudios al grappling para cuando me apunté. 

## Carrera en las artes marciales mixtas

### Carrera temprana
Comenzó su carrera profesional como un aficionado bastante consumado con un récord de 5-0. Con todas esas 5 victorias amateur viniendo por sumisión o TKO. En su debut en las MMA en CFFC 61, derrotó a Chris Rollins por sumisión en el primer asalto. También sometió a Andrew Cherico en CFFC 62 y a Kevin Pérez en CFFC 63, respectivamente. Aunque llevaba una racha de 8 victorias, ésta llegó a su fin cuando se enfrentó a César Balmaceda. Ese combate fue a favor de César por decisión unánime. Derrotó a Eric Calderón por TKO en el primer asalto en Warfare MMA 16. Luego, en CFFC 69, derrotó a Johnson Jajoute por sumisión en el primer asalto. Se enfrentó a Nikolas Motta y perdió el combate por KO. En el ROC 66, venció a Gilbert Patrocinio por sumisión en el primer asalto. En CFFC 73, derrotó a Jacob Bohn por decisión unánime. En el evento principal del Dana White's Contender Series 19 el 9 de julio de 2019, derrotó a James Wallace en el primer asalto para recoger su sexta victoria por sumisión como profesional junto con un contrato de UFC.

### Ultimate Fighting Championship
Debutó en la UFC contra el veterano Matt Wiman el 7 de diciembre de 2019 en UFC on ESPN: Overeem vs. Rozenstruik. Ganó el combate por decisión unánime.
Se esperaba que se enfrentara a Austin Hubbard el 20 de junio de 2020 en UFC on ESPN: Blaydes vs. Volkov. Sin embargo, en el último momento, Solecki fue sustituido por el recién llegado a la promoción Max Rohskopf.
El combate con Hubbard fue reprogramado el 22 de agosto de 2020 en UFC on ESPN: Munhoz vs. Edgar. Ganó el combate por sumisión en el primer asalto.
Se enfrentó a Jim Miller el 10 de abril de 2021 en UFC on ABC: Vettori vs. Holland. Ganó el combate por decisión unánime.
Se enfrentó a Jared Gordon el 2 de octubre de 2021 en UFC Fight Night: Santos vs. Walker. Perdió el combate por decisión dividida.
Se enfrentó a Alex da Silva Coelho el 4 de junio de 2022 en UFC Fight Night: Volkov vs. Rozenstruik. Ganó el combate por decisión mayoritaria.
Solecki estaba programado para enfrentarse a Benoît Saint Denis el 18 de febrero de 2023 en UFC Fight Night 219. Sin embargo, Saint-Denis se retiró de la pelea citando una lesión en el tobillo. Fue reemplazado por el recién llegado promocional Carl Deaton III y la pelea se trasladó a UFC Fight Night 220 una semana después. Solecki ganó la pelea por sumisión técnica en el segundo asalto. Esta victoria lo hizo merecedor de su primer premio a la Actuación de la noche.
Solecki se enfrentó a Drakkar Klose el 2 de diciembre de 2023 en UFC on ESPN 52. Perdió la pelea por nocaut en el primer asalto.
Solecki enfrentó a Grant Dawson el 1 de junio de 2024 en UFC 302. Perdió la pelea por decisión unánime.

## Vida personal
Él su esposa Kacey tienen una hija, Nora (nacida en 2020).

## Campeonatos y logros
- Ultimate Fighting Championship
  - Actuación de la Noche (una vez) vs. Carl Deaton III[25]

## Récord en artes marciales mixtas
| Resultado | Récord | Oponente             | Método                                     | Evento                                  | Fecha                   | Ronda | Tiempo | Localización                         | Notas |
| --------- | ------ | -------------------- | ------------------------------------------ | --------------------------------------- | ----------------------- | ----- | ------ | ------------------------------------ | --- |
| Derrota   | 14-4   | Grant Dawson         | Decisión (unánime)                         | UFC 302                                 | 1 de junio de 2024      | 3     | 5:00   | Newark, Nueva Jersey                 | |
| Derrota   | 14-3   | Drakkar Klose        | KO (slam)                                  | UFC on ESPN: Dariush vs. Tsarukyan      | 2 de diciembre de 2023  | 1     | 1:41   | Las Vegas, Nevada                    | |
| Victoria  | 13-3   | Carl Deaton III      | Sumisión técnica (rear-naked choke)        | UFC Fight Night: Muniz vs. Allen        | 25 de febrero de 2023   | 2     | 4:55   | Las Vegas, Nevada                    | Actuación de la noche.                                                                                          |
| Victoria  | 12-3   | Alex da Silva Coelho | Decisión (mayoritaria)                     | UFC Fight Night: Volkov vs. Rozenstruik | 4 de junio de 2022      | 3     | 5:00   | Las Vegas, Nevada                    | A Coelho se le descontó un punto en el segundo asalto por bloquear repetidamente los dedos del pie en la valla. |
| Derrota   | 11-3   | Jared Gordon         | Decisión (dividida)                        | UFC Fight Night: Santos vs. Walker      | 2 de octubre de 2021    | 3     | 5:00   | Las Vegas, Nevada                    | |
| Victoria  | 11-2   | Jim Miller           | Decisión (unánime)                         | UFC on ABC: Vettori vs. Holland         | 10 de abril de 2021     | 5     | 5:00   | Las Vegas, Nevada                    | |
| Victoria  | 10-2   | Austin Hubbard       | Sumisión (estrangulamiento por detrás)     | UFC on ESPN: Munhoz vs. Edgar           | 22 de agosto de 2020    | 1     | 3:51   | Las Vegas, Nevada                    | |
| Victoria  | 9-2    | Matt Wiman           | Decisión (unánime)                         | UFC on ESPN: Overeem vs. Rozenstruik    | 7 de diciembre de 2019  | 3     | 5:00   | Washington D. C.                     | |
| Victoria  | 8-2    | James Wallace        | Sumisión (estrangulamiento por guillotina) | Dana White's Contender Series 19        | 9 de julio de 2019      | 1     | 3:49   | Las Vegas, Nevada                    | |
| Victoria  | 7-2    | Jacob Bohn           | Decisión (unánime)                         | CFFC 73                                 | 2 de marzo de 2019      | 3     | 5:00   | Filadelfia, Pensilvania              | |
| Victoria  | 6-2    | Gilbert Patrocinio   | Sumisión (estrangulamiento por triángulo)  | Ring of Combat 66                       | 16 de noviembre de 2018 | 1     | 2:37   | Atlantic City, Nueva Jersey          | |
| Derrota   | 5-2    | Nikolas Motta        | KO (puñetazos)                             | 864 Fighting Championship 5             | 21 de julio de 2018     | 3     | 1:08   | Greenville, Carolina del Sur         | Combate de peso acordado (159 libras).                                                                          |
| Victoria  | 5-1    | Johnson Jajoute      | Sumisión (estrangulamiento por detrás)     | CFFC 69                                 | 16 de diciembre de 2017 | 1     | 3:23   | Atlantic City, Nueva Jersey          | |
| Victoria  | 4-1    | Eric Calderon        | Sumisión (rear-naked choke)                | Warfare MMA 16                          | 19 de agosto de 2017    | 1     | 1:01   | North Myrtle Beach, Carolina del Sur | |
| Derrota   | 3-1    | Cesar Balmaceda      | Decisión (unánime)                         | CFFC 65                                 | 20 de mayo de 2017      | 3     | 5:00   | Filadelfia, Pensilvania              | |
| Victoria  | 3-0    | Kevin Perez          | Sumisión (estrangulamiento por detrás)     | CFFC 63                                 | 18 de febrero de 2017   | 1     | 1:08   | Atlantic City, Nueva Jersey          | |
| Victoria  | 2-0    | Andrew Chirico       | Sumisión (estrangulamiento por detrás)     | CFFC 62                                 | 17 de diciembre de 2016 | 1     | 2:07   | Filadelfia, Pensilvania              | |
| Victoria  | 1-0    | Chris Rollins        | Sumisión (estrangulamiento por detrás)     | CFFC 61                                 | 29 de octubre de 2016   | 1     | 2:48   | Atlantic City, Nueva Jersey          | Debut en el peso ligero.                                                                                        |